# Vanonus macrops
Vanonus macrops är en skalbaggsart som beskrevs av Werner 1990. Vanonus macrops ingår i släktet Vanonus och familjen ögonbaggar. Inga underarter finns listade i Catalogue of Life.